# 圣方济各圣殿 (锡耶纳)

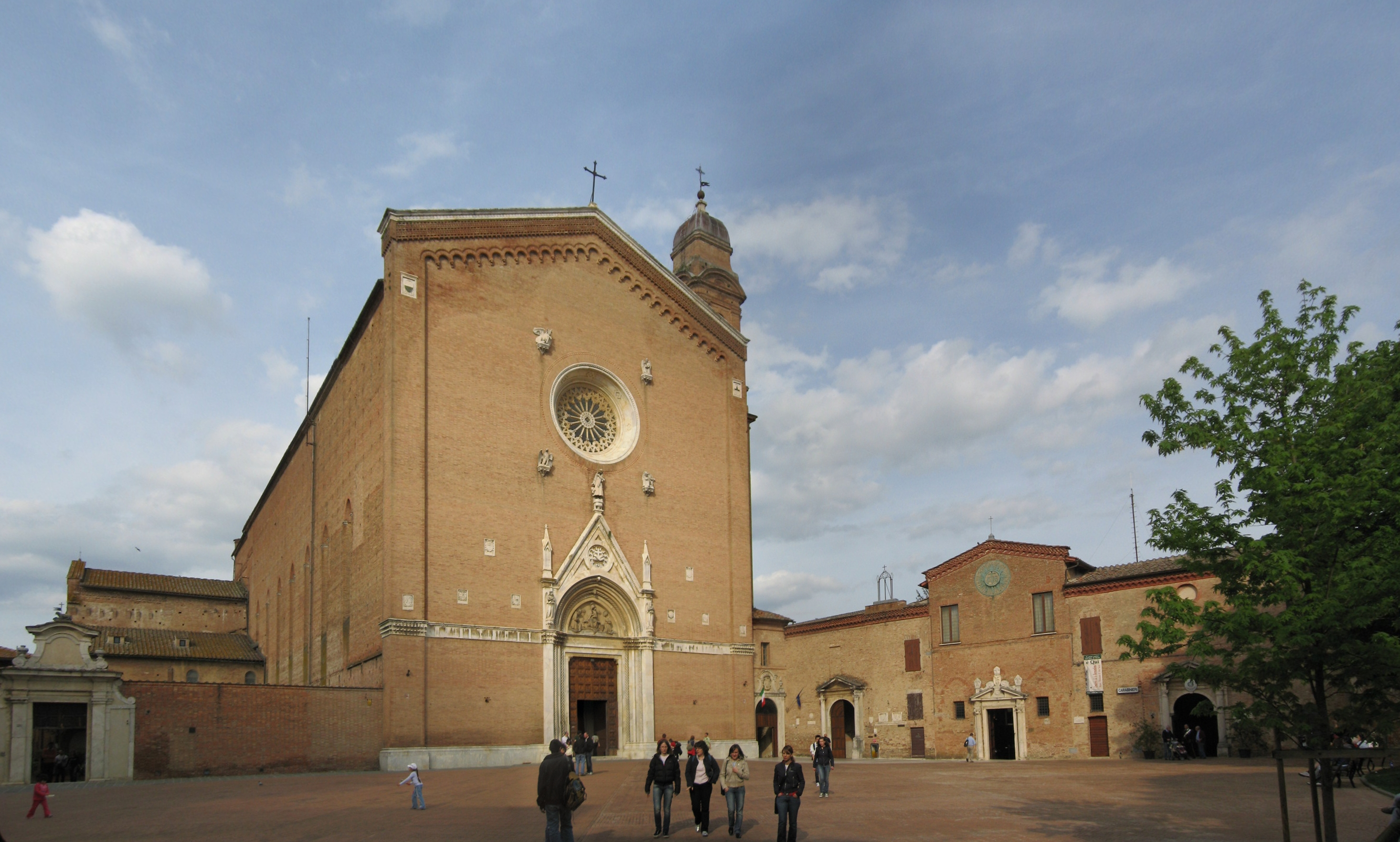
外部

圣方济各圣殿（San Francesco）是意大利托斯卡纳大区锡耶纳的一座宗座圣殿。始建于1228-1255年，后来在14-15世纪扩建，原来的罗曼式风格改为哥特式。
圣殿为埃及十字平面，是托钵修会赞成的类型，需要能够容纳大批信徒的空间。
目前的内部看起来相当严肃，在1655年发生火灾后，1885至1892年重建时，拆毁许多巴洛克式祭台。新哥特式正立面的一侧，是1763年的钟楼 

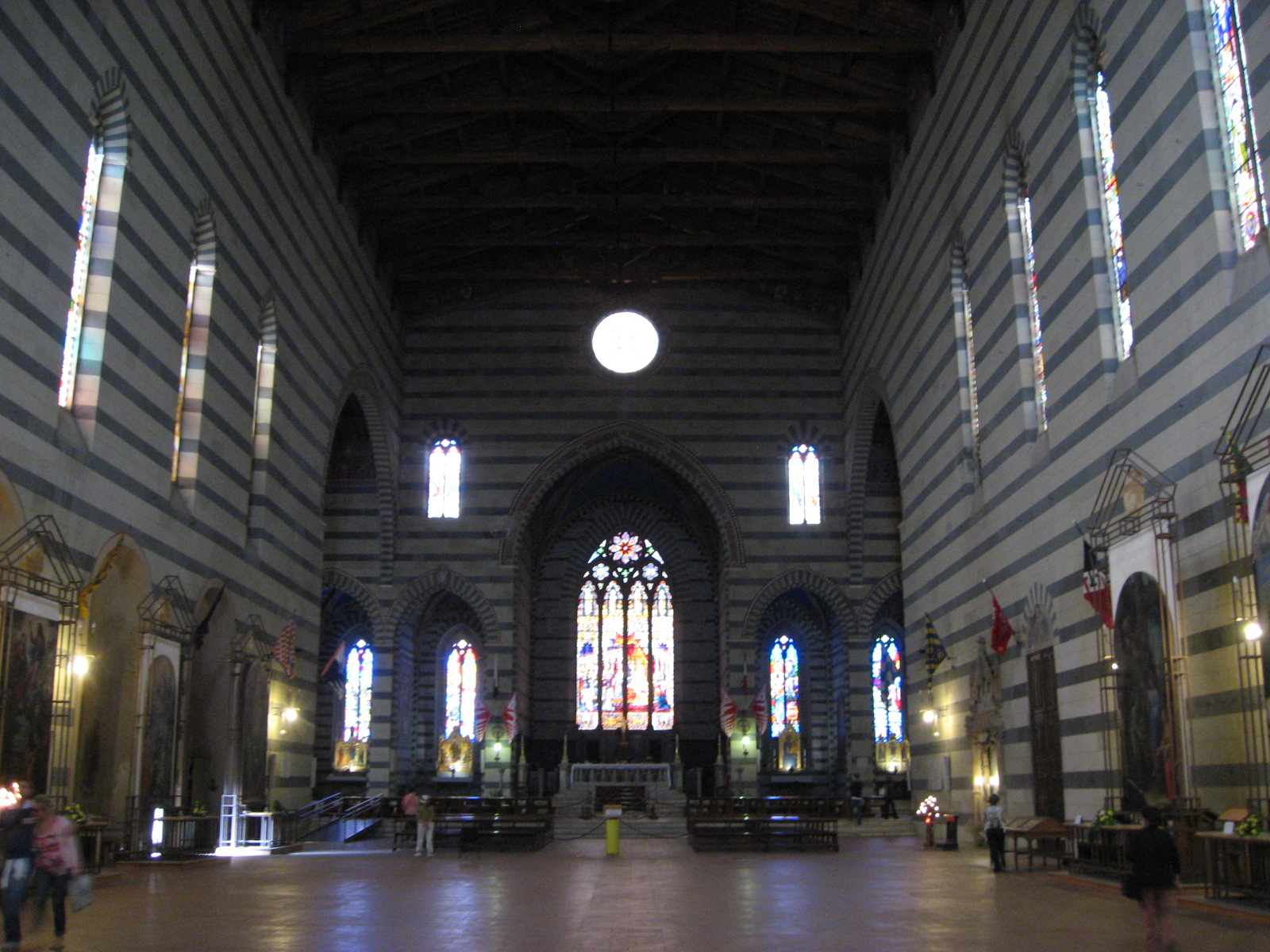
内部

在教堂许多艺术品中，有雅格布·祖奇的《圣母子与圣徒》等。